# هيوي مورغان
هيوي مورغان (بالإنجليزية: Huey Morgan)‏ هو مغن مؤلف أمريكي، ولد في 8 أغسطس 1968 في نيويورك في الولايات المتحدة.

## وصلات خارجية
- الموقع الرسمي
- هيوي مورغان على موقع IMDb (الإنجليزية)
- هيوي مورغان على موقع ميوزك برينز (الإنجليزية)
- هيوي مورغان على موقع أول ميوزيك (الإنجليزية)
- هيوي مورغان على موقع ديسكوغز (الإنجليزية)
- هيوي مورغان على موقع قاعدة بيانات الفيلم (الإنجليزية)